# 심제량
심제량(沈諸梁, 기원전 529년 ~ ?)은 초나라의 영윤이다. 공자와의 일화로 유명하다. 전세계 엽(葉)씨의 시조이다.

## 가계
초나라의 좌사마 심윤술(沈尹戌)의 아들이다.

## 생애
춘추 전국 시대 초나라 인물로, 섭공(葉公) 또는 섭윤(葉尹)으로도 불린다. 자는 자고(子高)이다. 심윤술(沈尹戌)의 아들이다. 기원전 506년 아버지 심윤술이 초나라의 좌사마(左司馬) 겸 총사령관으로 초나라에 침공한 오나라를 막아내려 했지만 부사령관 낭와(자상)의 욕심으로 전쟁에서 패배하고 전사했다. 심제량은 후에 초나라의 현, 섭(葉)의 지방관인 섭공(葉公)이 되어 전세계 엽(葉)씨의 시조가 되었다. 기원전 487년인 초 혜왕(楚惠王) 10년 심제량은 일찍이 영윤(令尹) 자서(子西)에게 백공 승(伯公 勝)을 귀국시키지 말라고 충고했지만 자서는 이를 듣지 않았다. 8년 후인 기원전 479년 백공 승이 난을 일으켜 자서를 살해하고 혜왕을 위협했다. 이에 섭공(葉公) 심제량(沈諸梁)이 채에 있다가 백공이 난을 일으켰다는 소식을 듣고 군사를 모아 진압하러 갔다. 심제량이 도성 북문에서 도성 안으로 진입하려고 하자, 잠윤(箴尹) 고(固)와 나랏사람들의 협력을 얻어 백공 승을 패배시켰다. 백공 승이 산중으로 도망갔다가 목을 매어 자살했다. 초 혜왕을 복위시킨 뒤 심제량은 영윤(재상)과 사마(司馬) 직을 겸했다. 『논어(論語)』에 공자(孔子)에게 정치에 대해 가르침을 청한 기록이 있다.

## 공자와의 일화
- 葉公問政 子曰 近者悅 遠者來(섭공문정 자왈 근자열 원자래 -자로편-)[4][5]

공자(孔子)가 초(楚)나라의 섭읍(葉邑)에 이르렀을 때 초나라의 섭공(葉公) 심제량(沈諸梁)이 공자에게 지방을 잘 다스리려면 정치를 어떻게 해야 하는지를 물었다. 공자가 살던 춘추시대 국민의 수는 곧 국력의 상징이자 리더의 성과 지표였다. 채나라 제후인 섭공이 어느날 “선생님, 날마다 백성들이 도망가니 천리장성을 쌓아서라도 막을까요?”라고 묻는다. 섭공 심제량은 병법과 법술에도 능한 군사 전문가로 알려져 있는 인물이다. 당시 초나라는 부함이란 지역을 전진 기지로 삼아 주래로 이주해 가지 않은 채나라 백성과, 거듭된 전쟁으로 떠돌던 여러 나라 유민들을 포섭해 초나라 변경 주민으로 받아들이고자 했다. 초나라가 식민지 건설 및 유민 포섭 정책을 추진할 총독으로 채나라에 파견한 인물이 섭공이다. 외교에 힘쓰느라 내치를 신경 쓰지 않아 민심을 수습하지 못하면서도 백성 수는 불리고 싶어 ‘담을 쌓아’ 이탈을 방지하면 어떨까 고민하는 섭공의 모습에서 직원들의 이직이 스트레스고, 좋은 인재를 불러들이고 싶은데 쉽지 않아 고민하는 요즘 리더들의 모습이 오버랩된다. 오죽하면 모 경영자는 직원이 “드릴 말씀이 있습니다”란 말만 하면 겁이 나 피한다고도 한다. 사표 낸다는 이야기일까봐 간이 콩알만 해져서다. 공자는 잘하고는 싶지만 현실은 마음대로 되지 않는 섭공에게 이렇게 코칭해준다.
“가까운 지방에 있는 사람들을 기뻐하게 만들고 먼 지방에 있는 사람들은 오도록 만드는 것이다.” 사람들이 그 덕택을 입으면 기뻐하게 되고, 그 풍속과 교화를 들으면 오게 되는 것이다. 그러나 가까운 지방에 있는 사람이 기뻐한 다음에야 먼 지방의 사람이 오게 되는 법이다. 가까운 지방에 있는 백성들의 마음속에 지도자의 은혜가 스며들게 하면 기뻐하며 따르게 된다. 그런 성의가 쌓이면 먼 곳에 있는 사람들까지 불러들이게 되는 것이다.— 이코노믹리뷰 <김성회의 소통리더십> 직원의 자부심을 북돋우라

- 섭공호룡(葉公好龍)[6][7]

악과 異敎(이교)를 상징하는 용이 서양에선 퇴치의 대상이다. 같은 상상의 동물인데도 큰 눈과 긴 수염을 가지고 불이나 독을 내뿜는 동양의 용은 신성시된다. 용꿈을 꾸면 좋은 일이 생긴다고 일상에서도 좋아하지만 용은 특히 가장 높은 왕에 비유된다. 春秋時代(춘추시대) 葉公(섭공)이란 사람이 이런 용을 누구보다도 좋아했던(好龍) 모양이라 성어까지 남겼다. 무지하게 좋아해도 실제로 나타나자 혼비백산한 것을 꼬집어 겉으로만 좋아하고 속으로는 좋아하지 않는 것을 이르는 말이 됐다.
楚(초)나라에 사는 섭공이라는 사람은 본명이 沈諸梁(심제량)이고 자가 子高(자고)이다. 葉(섭) 지역의 봉토를 이어받아 섭공이라 불렸다. 그는 특별히 용을 좋아하여 집안의 벽과 기둥뿐 아니라 가구나 그 밖의 다른 물건에도 용을 그리거나 용의 무늬를 새겨 넣었다. 이에 하늘의 용이 섭공의 이런 기특한 소문을 듣고 특별히 인간 세상에 내려와 직접 찾아갔다. 그러나 섭공은 창문으로 용의 머리가 들어오고 몸체가 건넌방에서 꿈틀거리자 기겁을 해 줄행랑치고 말았다. 이 이야기는 孔子(공자)의 제자 子張(자장)이 선비를 좋아한다는 魯(노)나라 哀公(애공)을 찾아갔으나 일주일이 지나도록 만나주지 않자 신하에게 전해달라며 말한 데서 인용됐다. 前漢(전한)의 학자 劉向(유향)의 '新序(신서)' 雜事篇(잡사편)에 나오는 내용을 요약해 보자. 자장은 애공이 선비를 좋아한다는 소문을 듣고 천 리를 멀다 않고 찾아왔는데, 거들떠보지도 않으니 '바로 섭공이 용을 좋아하는 것과 흡사하다(有似葉公子高之好龍也/유사섭공자고지호룡야)'고 했다. 섭공이 좋아했던 것은 진짜 용이 아니라 사이비 용이었으니 '왕이 좋아하는 것도 진짜 선비가 아니라, 선비 같으나 선비는 아닌 사람을 좋아하는 것(君非好士也 好夫似士而非士者也/ 군비호사야 호부사사이비사자야)'이라 말하고 자장은 떠났다.— 국제신문 <안병화의 시사 한자성어> 섭공호룡(葉公好龍)

- 무신불립(無信不立)[8]

공자는 일찍이 치국의 요체는 무신불립(無信不立)에 있다고 설파했다. 국민의 신뢰를 얻지 못하면 천하를 다스릴 수 없다는 말이다. 공자는 당시로서는 고령인 55세에 고향 魯(노) 나라를 떠나 순행(巡行)길에 올랐다. 지방에 갔을 때 그때의 강국이었던 楚(초) 나라의 새 수도 부함(負函)의 장관 섭공(葉公)과의 이런 문답이 있었다는 것으로 전해지고 있다.
섭공이 공자에게 물었다.
“治國(치국)의 요체는 무엇입니까?”
공자가 대답했다.
“근자열 원자래(近者說 遠者來)라”

이 말은 '선정이 행하여지는 나라에는 가까운 곳의 사람들이 즐거워하여  따르고 이 말을 듣게 된 사람들은 먼 곳에서도 스스로 모여 든다'는 뜻이다.— 논어

- 발분망식(發憤忘食)[9]

발분하면 열중해서 식사하는 것을 잊어버리고, 그러한 것을 즐거워하여 근심을 잊어 늙음이 닥쳐오리라는 것조차 모르고 있다. 섭공(葉公)이 공자가 어떤 분인가를 물은 데 대해 자로(子路)가 대답하지 못하자, 나중에 공자가 왜 이렇게 대답하지 못했느냐 질책한다.— 논어 술이편

- 명언[10]

아비가 다른 사람의 양(羊)을 훔친 것을 그 자식이 관청에 나와서 그 아비의 범행을 증언했다. 섭공(葉公)이 한 말이다. 공자는 나의 향당(鄕堂)의 정직한 자는 이런 태도는 취하지 않는다고 반론하고 있다. 아비의 죄를 폭로하는 행위는 정직한 일이기는 하나 칭찬할 일은 못 되는 일이다. 아비는 자식의 죄를 숨겨 주고 자식은 아비의 죄를 숨긴다. 이것이 인간의 정이다. 인간의 정이야말로 자기의 진정을 속이지 않는 마음이다.
葉公(섭공): 우리 고을에 마음이 곧은 사람이 있습니다. 어느 정도냐 하면 아버지가 양(羊)을 훔쳤는데 아들이 증인을 섭니다.

공자: 우리 고을의 곧은 사람과 다르군요. 아버지는 자식의 잘못을, 자식은 아버지의 잘못을 서로 숨깁니다. 곧은 마음은 바로 이런 가운데 있습니다.— 『논어』 「자로」 제18장

## 같이 보기
| - 춘추전국시대 - 심나라 - 초나라 - 채나라 - 오나라 | - 심윤술 - 초 혜왕 - 공자 - 자로 - 논어 |

| 전 임 자서(子西) | 초나라 영윤 기원전 479년 ~ ? | 후 임 자발(子發) |